# Callitris muelleri
Callitris muelleri é uma espécie de conífera da família Cupressaceae.
Apenas pode ser encontrada na Austrália.